# ريان أرشيبالد
ريان أرشيبالد (بالإنجليزية: Ryan Archibald)‏ هو لاعب هوكي الحقل نيوزيلندي، ولد في 1 سبتمبر 1980 في أوكلاند في نيوزيلندا.

## وصلات خارجية
- ريان أرشيبالد على موقع أوليمبيديا (الإنجليزية)
- ريان أرشيبالد على موقع اللجنة الأولمبية النيوزيلندية (الإنجليزية)
- ريان أرشيبالد على موقع اتحاد ألعاب الكومنولث (مؤرشف) (الإنجليزية)